# Scytalopus griseicollis
Scytalopus griseicollis là một loài chim trong họ Rhinocryptidae.